# Лас-Анімас (Колорадо)
Лас-Анімас (англ. Las Animas) — місто (англ. city) в США, в окрузі Бент штату Колорадо. Населення — 2300 осіб (2020).

## Географія
Лас-Анімас розташований за координатами 38°4′11″ пн. ш. 103°13′24″ зх. д. / 38.06972° пн. ш. 103.22333° зх. д. (38.069668, -103.223229).  За даними Бюро перепису населення США в 2010 році місто мало площу 4,31 км², з яких 4,20 км² — суходіл та 0,12 км² — водойми.

### Клімат
| Клімат : Лас-Анімас     | Клімат : Лас-Анімас | Клімат : Лас-Анімас | Клімат : Лас-Анімас | Клімат : Лас-Анімас | Клімат : Лас-Анімас | Клімат : Лас-Анімас | Клімат : Лас-Анімас | Клімат : Лас-Анімас | Клімат : Лас-Анімас | Клімат : Лас-Анімас | Клімат : Лас-Анімас | Клімат : Лас-Анімас | Клімат : Лас-Анімас |
| Показник                | Січ.                | Лют.                | Бер.                | Квіт.               | Трав.               | Черв.               | Лип.                | Серп.               | Вер.                | Жовт.               | Лист.               | Груд.               | Рік                 |
| Абсолютний максимум, °C | 28,9                | 29,4                | 34,4                | 37,8                | 41,1                | 45,6                | 45,6                | 43,3                | 40,0                | 36,7                | 32,2                | 31,1                | 45,6                |
| Середній максимум, °C   | 8,6                 | 10,6                | 16,1                | 21,2                | 26,3                | 31,8                | 34,8                | 33,2                | 28,6                | 21,7                | 14,2                | 8,2                 | 21,3                |
| Середній мінімум, °C    | −9,4                | −6,9                | −2,1                | 2,8                 | 8,7                 | 14,1                | 17,0                | 16,2                | 10,8                | 3,1                 | −4,2                | −9,1                | 3,4                 |
| Абсолютний мінімум, °C  | −35,6               | −35                 | −32,2               | −15                 | −8,3                | 0,0                 | 0,0                 | 1,1                 | −5,6                | −17,8               | −25,6               | −35,6               | −35,6               |
| Норма опадів, мм        | 10                  | 10                  | 24                  | 31                  | 49                  | 47                  | 57                  | 43                  | 29                  | 27                  | 11                  | 9                   | 339                 |
| ----------------------- | ------------------- | ------------------- | ------------------- | ------------------- | ------------------- | ------------------- | ------------------- | ------------------- | ------------------- | ------------------- | ------------------- | ------------------- | ------------------- |
| Джерело: NOAA           |                     |                     |                     |                     |                     |                     |                     |                     |                     |                     |                     |                     |                     |

## Демографія
Згідно з переписом 2010 року, у місті мешкало 2410 осіб у 1004 домогосподарствах у складі 602 родин. Густота населення становила 559 осіб/км².  Було 1214 помешкання (281/км²).
Расовий склад населення:
| - 80,2 % — білих - 2,8 % — корінних американців - 0,9 % — азіатів - 0,7 % — чорних або афроамериканців - 12,5 % — осіб інших рас |

До двох чи більше рас належало 2,9 %. Частка іспаномовних становила 41,5 % від усіх жителів.
За віковим діапазоном населення розподілялося таким чином: 26,0 % — особи молодші 18 років, 54,6 % — особи у віці 18—64 років, 19,4 % — особи у віці 65 років та старші. Медіана віку мешканця становила 41,9 року. На 100 осіб жіночої статі у місті припадало 89,6 чоловіків;  на 100 жінок у віці від 18 років та старших — 89,3 чоловіків також старших 18 років.
Середній дохід на одне домашнє господарство  становив 44 185 доларів США (медіана — 29 260), а середній дохід на одну сім'ю — 54 402 долари (медіана — 34 632). За межею бідності перебувало 35,1 % осіб, у тому числі 52,5 % дітей у віці до 18 років та 14,9 % осіб у віці 65 років та старших.
Цивільне працевлаштоване населення становило 463 особи. Основні галузі зайнятості: освіта, охорона здоров'я та соціальна допомога — 30,5 %, сільське господарство, лісництво, риболовля — 14,3 %, публічна адміністрація — 10,8 %, науковці, спеціалісти, менеджери — 9,3 %.